# Charlie Barr
Pour les articles homonymes, voir Barr.
Compléments
- Vainqueur de la Coupe de l'America en 1899, 1901  et 1903
- Vainqueur de la ''Kaiser's Cup'' en 1905

Charles Barr (11 juillet 1864 - 24 janvier 1911) est un navigateur et skipper professionnel écossais, naturalisé américain en 1893
et le premier triple vainqueur de la coupe de l'America en 1899, 1901 et 1903.
Il restera également, pendant 75 ans, détenteur du record de la traversée de l'Atlantique à la voile, qu'il établit en 1905, en remportant la "Kaiser's Cup" avec la goélette Atlantic.
Il doit à ses nombreuses victoires en course, relatées dans la presse américaine de l'époque (1888-1911),
le nom sous lequel il est le plus connu : "Captain Charlie Barr" .

## Biographie

### Premières années

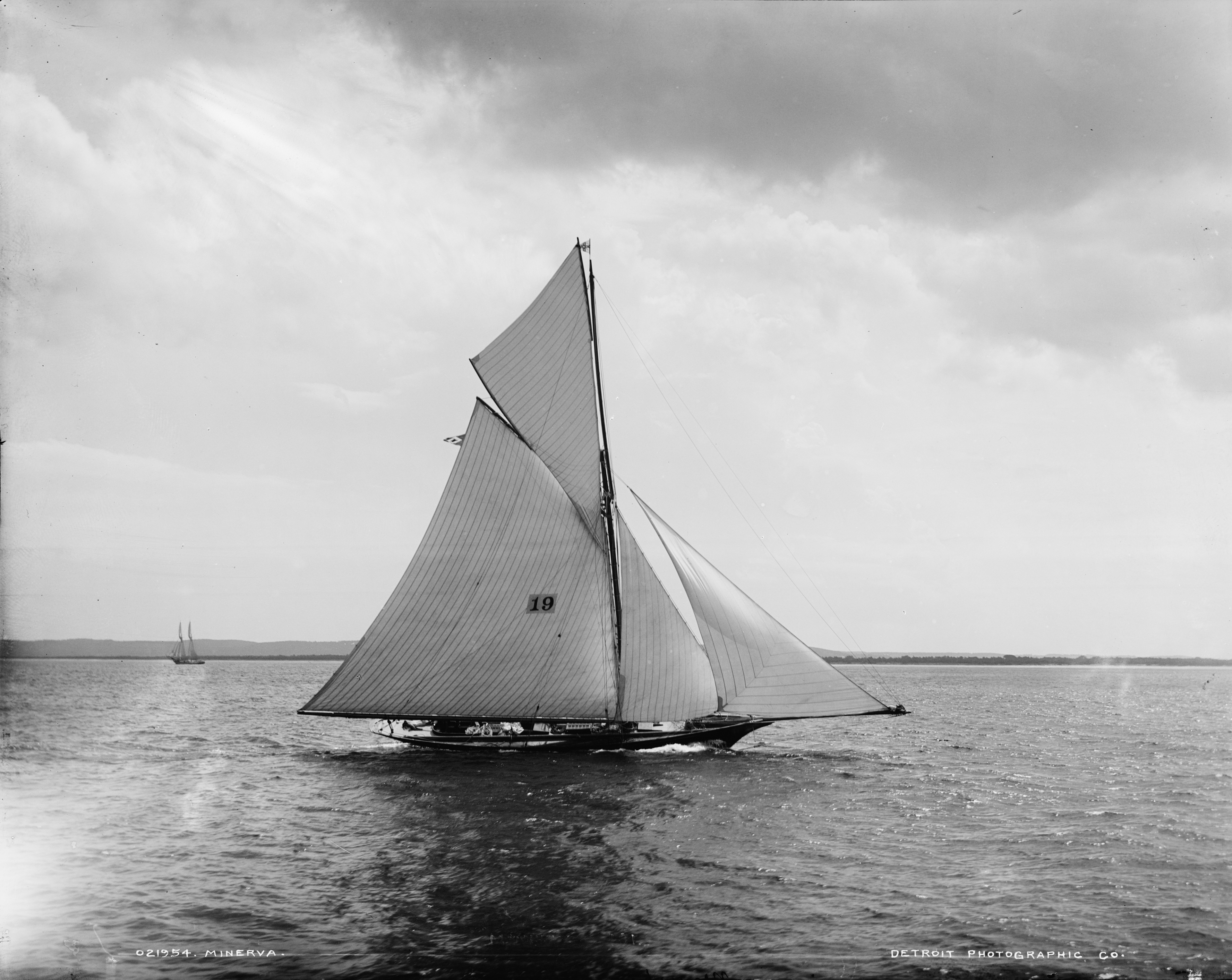
1888 - Yacht : Minerva Capitaine: Charlie Barr
Photo: Detroit Photographic Co.

Charles Barr est né le 11 juillet 1864 dans une famille de pêcheurs, à Gourock, sur les bords du Firth of Clyde près de Glasgow en Écosse. Après sa scolarité, il fera son apprentissage dans une épicerie à Greenock, la ville voisine, métier qu'il quittera en 1884 pour rejoindre son demi-frère John Barr, de 19 ans son aîné, pêcheur et skipper reconnu, pour la pêche l'hiver sur le « smack » Lucksail et commencer sa formation de compétiteur sur Ulerin (Plan Watson), que John Barr prend en charge pour former Charles et un de ses fils.
En 1885, il traverse l'Atlantique à la voile en tant qu'équipier sur Clara (Plan Fife), John Barr en est le capitaine, mais rejoindra le yacht aux États-Unis en vapeur transatlantique, pour participer aux régates américaines de fin de saison dans la région de Boston, Massachusetts.
En 1888, Charlie Barr prendra son premier commandement en tant que capitaine sur Minerva (Plan Fife).

### Triple vainqueur de la Coupe de L'America

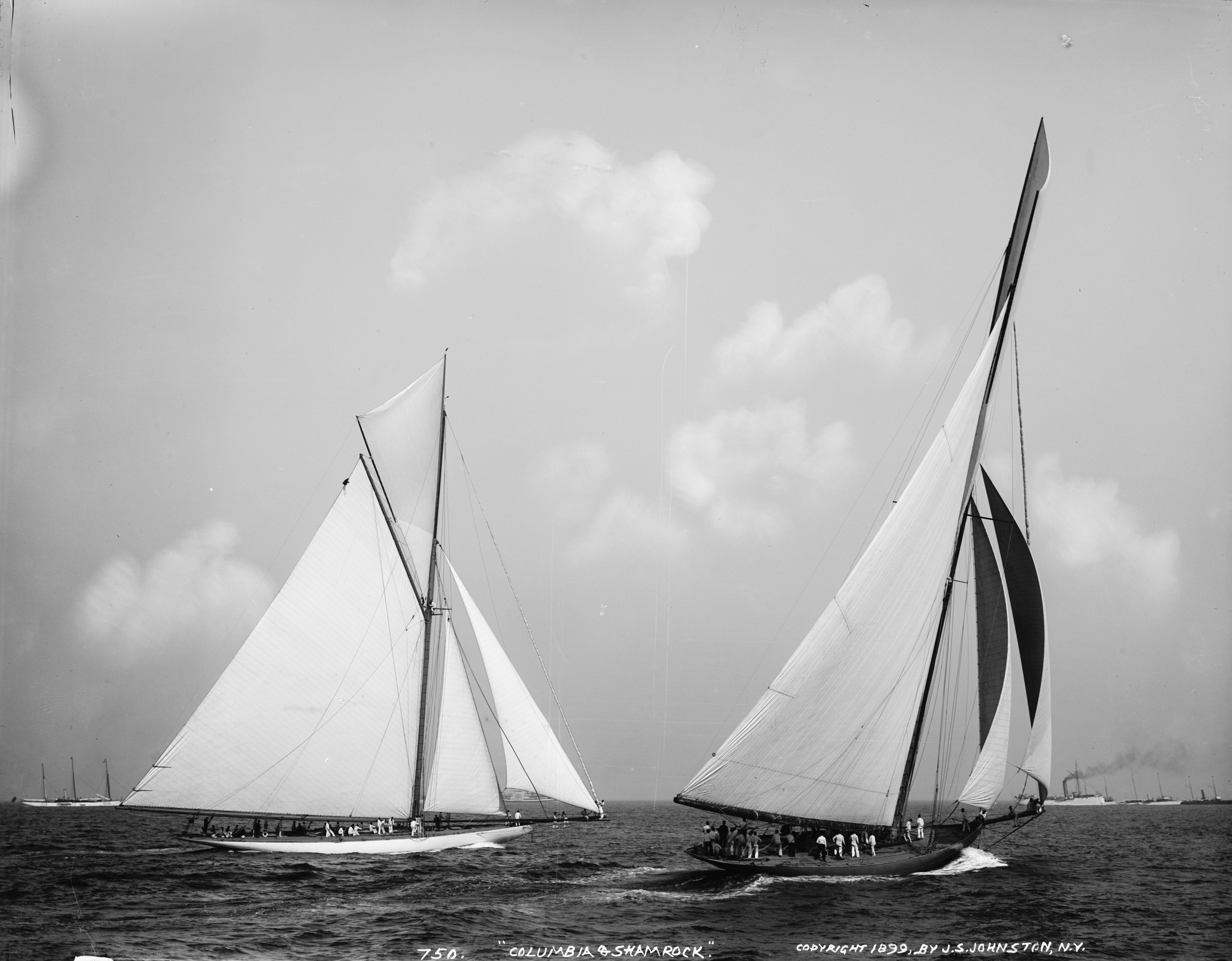
Columbia contre Shamrock, America'Cup 1899
Photo : John S. Johnston

En 1899, Charles Barr participe pour la première fois à la défense de la coupe de l'America en tant que skipper sur Columbia (plan Herreshoff) et mènera le yacht à la victoire en battant le "challenger" anglais Shamrock (plan Fife)  3 victoires à 0.
En 1901, le "defender" devait être le Constitution (plan Herreshoff), construit cette même année en vue de la course, mais lors des qualifications c'est Columbia, avec Charlie Barr à sa barre qui l'emporte  et qui défendra pour la seconde fois la Coupe, face à Shamrock II (plan Watson) en sortant vainqueur de la compétition avec 3 victoires à 0.
En 1903, Le New York Yacht Club fait tout de suite appel à Charlie Barr pour barrer le nouveau yacht défenseur Reliance (plan Herreshoff) qui vaincra Shamrock III (plan Fife), le défi anglais, une nouvelle fois 3 victoires à 0.
Les détails de sa vie et de sa carrière feront l'objet d'articles dans la presse de l'époque, des magazines comme Outing  et des journaux, comme le Boston Sunday Globe écriront sur ce skipper si constamment victorieux.

### Le meilleur skipper de yacht de son temps

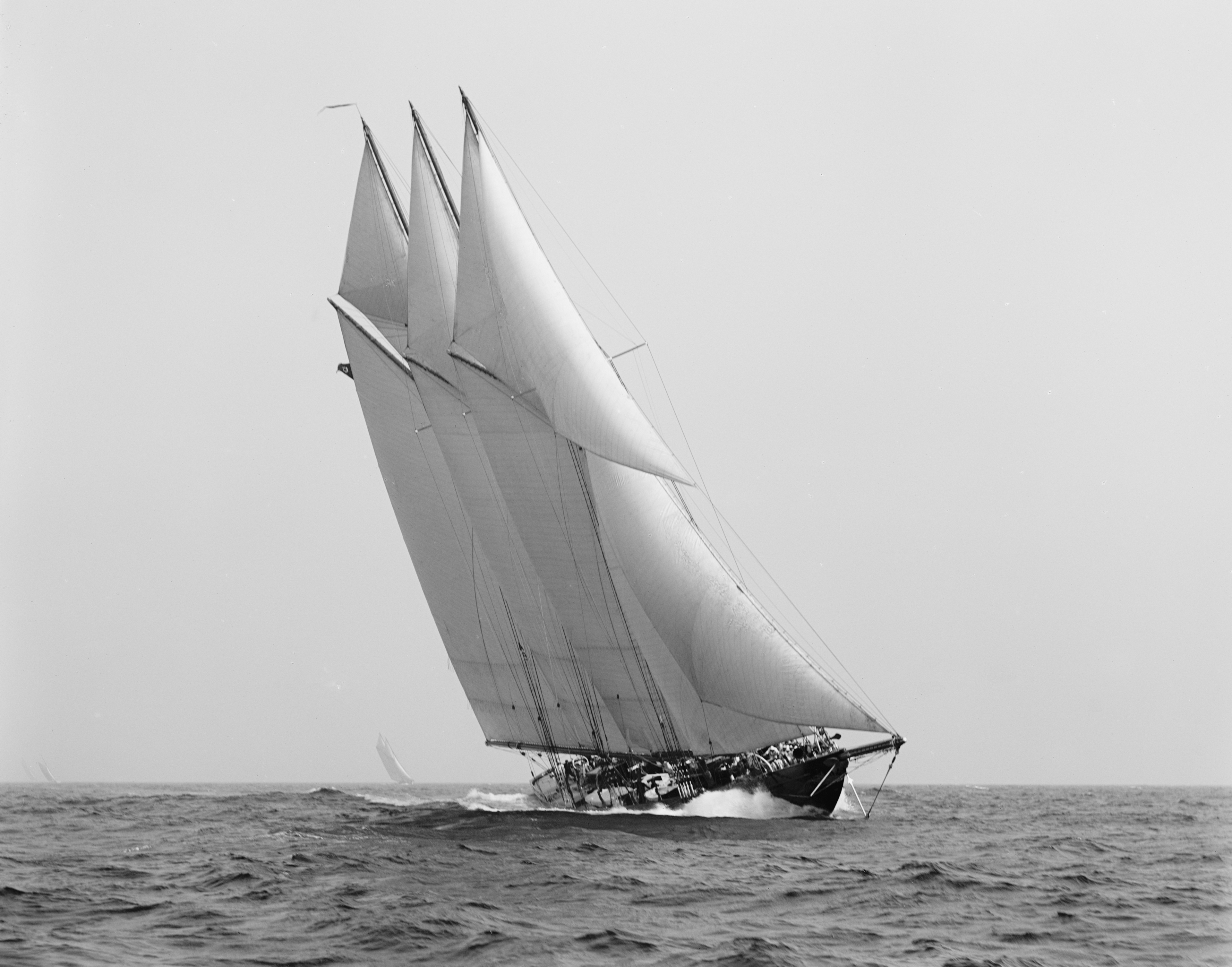
La goélette Atlantic
Photo : Charles Edwin Bolles

Charles Barr va participer en 1905 à la Kaiser's Cup, une course transatlantique organisée par l'empereur Guillaume II d'Allemagne, en barrant la goélette 3 mats Atlantic (plan Gardner). 
Il va remporter la course, en établissant le record de la traversée de l'atlantique à la voile en 12 jours 4 heures 1 minute et 39 secondes.
Ce record ne sera battu que 75 ans plus tard .
C'est Éric Tabarly, sur son trimaran Paul-Ricard, qui établira un nouveau record en 10 jours 5 h 14 min 20 s en 1980. Cette traversée s'effectue d'Ouest en Est, entre New York et le cap Lizard. Le record de Charlie Barr ne sera battu, dans la catégorie des monocoques, que 92 ans plus tard, le 6 avril 1997 par Nicorette, un voilier de 24,4 m de long barré par Ludde Ingvall. Il réalise la traversée en 11 jours 13 h 22 min, soit  14 h 38 min de moins qu'Atlantic.
Après cette victoire le New York Times titrera dans son édition du 4 juin 1905 :"Captain Charlie Barr, Premier of Yachting Skippers".
Son dernier commandement fut la goélette Westward (plan Herreshoff de 1910) avec une saison de régates qui débutera à Kiel en Allemagne et qui se terminera dans les eaux anglaises du Solent.  
Charles Barr décédera le 24 janvier 1911 d'une crise cardiaque à l'âge de 46 ans.
Il est enterré au vieux cimetière de Southampton.
En 1993, Charles Barr sera intronisé dans le "hall of fame" de l'"America's Cup"

## Voiliers barrés par Charles Barr
| Image | Nom du Voilier | Type                    | Année | Designer                    | Période     |
| ----- | -------------- | ----------------------- | ----- | --------------------------- | ----------- |
|       | SHONA          | Côtre Aurique           | 1884  | George Lennox WATSON        | 1886-1887   |
|       | MINERVA        | Côtre Aurique           | 1888  | William FIFE III            | 1888-1890   |
|       | OWEENE         | Côtre Aurique           | 1891  | Edward BURGESS              | 1891        |
|       | WASP           | Côtre Aurique           | 1892  | Nathanael Greene HERRESHOFF | 1892        |
|       | NAVAHOE        | Big Class               | 1893  | Nathanael Greene HERRESHOFF | 1893        |
|       | GLORIANA       | Côtre Aurique           | 1891  | Nathanael Greene HERRESHOFF | 1894        |
|       | VIGILANT       | Big Class               | 1893  | Nathanael Greene HERRESHOFF | 1895        |
|       | COLONIA        | Big Class puis Goélette | 1893  | Nathanael Greene HERRESHOFF | 1896-1898   |
|       | DEFENDER       | Big Class               | 1895  | Nathanael Greene HERRESHOFF | 1898        |
|       | COLUMBIA       | Big Class               | 1899  | Nathanael Greene HERRESHOFF | 1899 & 1901 |
|       | MINEOLA        | NY70                    | 1900  | Nathanael Greene HERRESHOFF | 1902 & 1905 |
|       | RELIANCE       | Big Class               | 1903  | Nathanael Greene HERRESHOFF | 1903        |
|       | INGOMAR        | Goélette                | 1904  | Nathanael Greene HERRESHOFF | 1904 & 1907 |
|       | ATLANTIC       | Goélette 3 Mâts         | 1903  | William GARDNER             | 1905        |
|       | RAINBOW        | NY70                    | 1900  | Nathanael Greene HERRESHOFF | 1906        |
|       | SHAMROCK       | Goélette                | 1887  | Henry C. WINTRINGHAM        | 1908        |
|       | VOLUNTEER      | Big Class puis Goélette | 1887  | Edward BURGESS              | 1909        |
|       | WESTWARD       | Goélette                | 1910  | Nathanael Greene HERRESHOFF | 1910        |